# Itay Shanny
Itay Shanny (en hebreo: איתי שני‎; 1 de septiembre de 1998) es un deportista israelí que compite en tiro con arco, en la modalidad de arco recurvo. Ganó una medalla de plata en el Campeonato Europeo de Tiro con Arco en Sala de 2024, en la prueba individual.

## Palmarés internacional
| Campeonato Europeo en Sala | Campeonato Europeo en Sala | Campeonato Europeo en Sala | Campeonato Europeo en Sala |
| Año                        | Lugar                      | Medalla                    | Prueba                     |
| -------------------------- | -------------------------- | -------------------------- | -------------------------- |
| 2024                       | Varaždin (Croacia)         | Medalla de plata           | Individual                 |